# Joseph Gilbert Hamilton

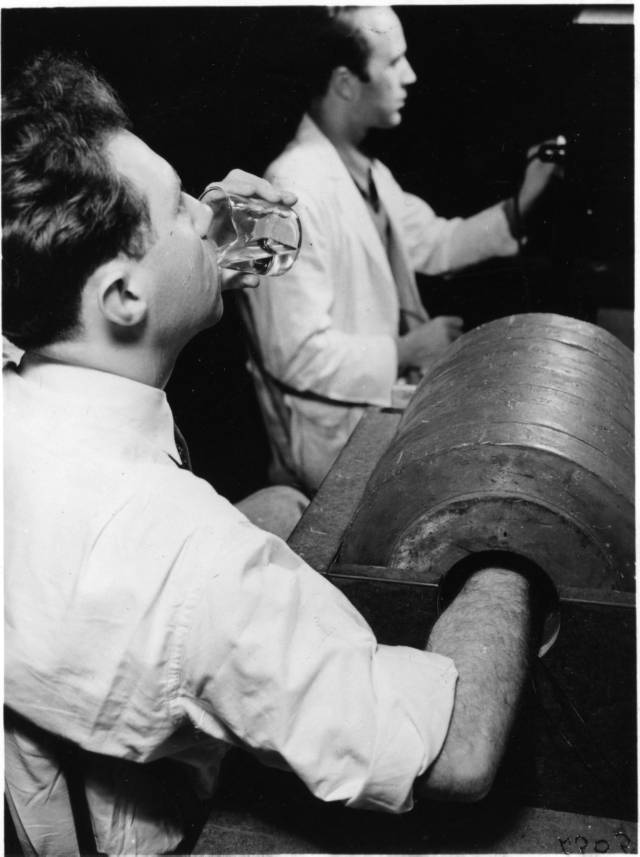
Hamilton (rechts) mit Robert Marshak, der im Selbstversuch eine Lösung mit radioaktivem Natrium trinkt

Joseph Gilbert Hamilton (* 11. November 1907; † 18. Februar 1957) war ein US-amerikanischer Physiker und Mediziner an der Physikalischen Fakultät der Universität von Kalifornien, die der Kernphysiker Ernest Lawrence leitete.

## Leben
Sein Spezialgebiet waren medizinische Anwendungen von radioaktiven Nukliden. Zusammen mit dem Medizinphysiker John Lawrence (Ernests Bruder) betrieb er ab 1942 das Strahlungslabor der Universität in Berkeley (später umbenannt in Lawrence Berkeley Laboratory), vor allem das damals leistungsfähigste Zyklotron der Welt.
Gemeinsam mit John Lawrence und dem Radiologen Robert Stone behandelte Hamilton gesunde Versuchspersonen und Krebspatienten mit künstlichen Nukliden aus dem Zyklotron. Die von ihm erdachten Anwendungen von radioaktivem Phosphor, Strontium und Jod sind bis heute gebräuchlich (vgl. Strahlentherapie und Radiojodtherapie).
Ab 1944 untersuchte er im Auftrag des Manhattan-Projekts die Wirkung und Verteilung von Plutonium im Organismus und produzierte Plutonium für das geheime Labor von Los Alamos.
1945–46 veranlasste Hamilton die Injektionen von Plutonium bei einer Reihe von Schwerkranken, auch Kindern, in seinem Labor und in Partnerkliniken von Rochester und Chicago. Über negative Folgen für die Versuchspersonen ist nichts bekannt. Diese nicht mit Heilungsabsicht und ohne Zustimmung der Patienten durchgeführten Experimente werden allgemein als unethisch eingestuft. Die 1946 gegründete Atomic Energy Commission ließ die Versuchsreihe abbrechen. 1950 schrieb Hamilton selbst, die Menschenversuche hätten den „Geruch von Buchenwald“.
Etwa gleichzeitig prüfte Hamilton auch im Auftrag der Regierung, ob sich Radionuklide als Massenvernichtungswaffe eignen. Das US-Verteidigungsministerium betrieb ein entsprechendes Forschungsprogramm in Dugway/Utah, das 1953 zur Enttäuschung Hamiltons eingestellt wurde. 1949–53 war Hamilton in diesem Projekt für die Testsicherheit zuständig.
1957 starb Hamilton an Leukämie. Seine Kollegen stimmten darin überein, dass er sich diese Erkrankung durch mangelnde Vorsicht im Umgang mit den Radionukliden zugezogen hatte.
Er war mit der Malerin Leah Hamilton verheiratet.